# Arnulfo de Orleans
Arnulfo de Orleans (Orleans, siglo xii) fue un literato francés, autor de comentarios a las obras de Ovidio y Lucano, que enseñó en las escuelas de Orleans durante la segunda mitad del siglo xii.

## Biografía
No tenemos datos precisos sobre su vida: solo podemos decir con certeza que nació en Orleans, pues él mismo se define como Aurelianensis, es decir, oriundo de la ciudad francesa. Otras noticias nos llegan por el eco de los odios y polémicas que suscitó, no sabemos si con razón o sin ella. Su controversia con Mateo de Vendôme, su contemporáneo, y los violentos ataques que sufrió, permiten datar con cierta precisión el período en el que ejerció como maestro: la segunda mitad del siglo xii. También Ugo Primate, otro gran nombre del ambiente cultural de Orleans, era enemigo suyo.

### La polémica con Mateo de Vendôme
No hay duda de que Mateo ataca a Arnolfo en su Ars versificatoria: el autor quiere señalar que cada vez que usa la denominación Rufus o Rufinus, es decir, 'rojo, leonado, rojizo', quiere referirse a Arnulfo de Saint-Euverte, que no deja de ofenderlo, a pesar de la distancia, ya que la envidia envenena su lengua. Ciertamente, Mateo no duda en aprovechar la creencia popular que reconoce un rasgo negativo en el cabello o la tez pelirroja. Del atributo rufus el Ars propone toda ejemplificación posible, incluso obscena: el apelativo se extiende también a la mujer y la madre de Arnulfo.
La razón de la discordia entre ellos puede haber sido la forma diferente de interpretar y presentar los auctores a los estudiantes, un campo didáctico por el que la escuela de Orleans fue famosa. Mateo se proponía como innovador, ofendiendo así las tendencias conservadoras imperantes: en su opinión, el estudio debía ir acompañado de la creación y exigía que para ello fueran suficientes los modelos, la imitación y las normas retóricas de su Ars, no glosule ni alegorías, sino obras inspiradas en la admiración por el arte de Ovidio. Todo esto debe de haber tenido como consecuencia que no gustara a los maestros de la ciudad francesa, pero en particular a Arnulfo: en esta época, definida por Ludwig Traube como aetas ovidiana, el poeta clásico se presenta en la Battaile des septs arts de Henri d' Andeli como uno de los puntos de referencia de Orleans y, considerando la extensa lista de comentarios destinados a introducir las obras preparadas por Arnulfo, debió de ser el autor preferido por él y más utilizado durante la enseñanza. Al progresismo de Mateo se oponía el conservadurismo de Arnulfo: analizaba gramaticalmente al autor, proponía una paráfrasis continua del texto anotado por repetidas y extensas glosas de historia, mitología, ciencia y aducía alegremente interpretaciones moralizantes. Mateo fue, en cambio, un modelo de retórico-poeta que desprecia la pedantería. No podía haber acuerdo entre los dos.
Respecto a la teoría, aceptada por algunos estudiosos, según la cual Mateo de Vendôme habría abandonado Orleans por culpa de Arnulfo, Orlandi escribe: «Algunos llegan a imaginar que el traslado de Mateo de Vendôme a París fue consecuencia de su disputa con Arnolfo; por lo tanto una especie de exilio... en la capital. Aparte de esta broma...».

## Obras de atribución segura
Todas las obras que nos llegan con su nombre están vinculadas a la escuela y la enseñanza: para ello compuso sus comentarios a los clásicos, especialmente a Ovidio, cuya difusión fue extraordinaria. Sin embargo, también se atribuye a Arnulfo la comedia elegíaca Lidia.

### Fasti
Parece que el comentario a Fasti de Arnulfo gozó de cierta circulación. Las glosas que nos han llegado son solo el sustrato de su lectio pública y probablemente no correspondan a todo el desarrollo. La glosa clara y anecdótica sigue líneas muy sencillas y se contenta con conocimientos generales, haciendo así la obra más fácil y accesible. Arnolfo es consciente del objetivo de Ovidio: contribuir con su musa a la voluntad de restaurar el culto religioso planeado por el imperio, aplacar la ira de los conciudadanos más sobrios y atraerse el favor de Germánico. El comentario evita ir demasiado lejos en aclaraciones elementales de la carta, centrándose principalmente en la historia, la mitología y, si es necesario, la astrología, rara vez en la gramática. No hay intentos de crítica textual, aunque Arnulfo muestra un modesto interés en la recolección de variantes.

### Ars Amatoria,Remedia Amoris,Amores
En el comentario a Ars Amatoria y a Remedia Amoris la glosa es continua pero sucinta, y se limita a aclarar las particularidades y alusiones más notables del texto. La segmentación impuesta por el método lemático sugiere que los diversos lemas enmarcaban el texto de Ovidio, o bien que el maestro, antes del momento de la lectura, hubiera realizado una paráfrasis general no destinada a ser transcrita. Se nota una incertidumbre general en su conocimiento histórico y geográfico, pero al mismo tiempo también la prudencia que le impide entregarse a explicaciones fantásticas.
Con respecto a Ars, hay que señalar que un comentario sobre los infames libelos amatorios en el siglo xii es algo único. Este de Arnulfo es probablemente uno de los primeros ataques al ostracismo antiguo. Sin embargo, la crudeza con que quita todos los velos a las alusiones de Ovidio, incluso en los pasajes más lascivos, y el interés que muestra por ilustrar detalles indecentes —aunque es sabido el uso poco comedido que los doctos medievales hacían de tales licencias— haría pensar que estas anotaciones están extraídas de un códice anotado por Arnulfo y que no son el resultado de sus conferencias públicas.
El comentario de Arnulfo a Remedia amoris es el primer ejemplo de una glosa metódica continuada de todo el poema, a pesar de que existen alusiones y citas de la obra en la Edad Media. Según una extendida tradición medieval, el gramático de Orleans creía que constaba de dos libros, pero intuyó correctamente que no se trataba de una palinodia del principal poema erótico. Su interpretación se muestra generalmente precisa y su mente es abierta y penetrante. La incertidumbre mostrada en algunos pasajes controvertidos, y la yuxtaposición, sin elección decisiva, de varias interpretaciones, debe atribuirse más a la escrupulosidad del maestro que a la falta de espíritu crítico. Si omitimos algunos defectos menores, como etimologías extravagantes y algunos otros detalles incorrectos, el resultado final sigue siendo valioso.
Arnulfo también escribió un comentario sobre Amores de Ovidio.

### LasMetamorfosis
Las Metamorfosis fue un texto fundamental en el currículo de las escuelas de Orleans. En el comentario de Arnulfo a la obra maestra de Ovidio encontramos el habitual accessus al principio, incluyendo noticias de carácter general, como la biografía del poeta, evitando, como harán los biógrafos posteriores del siglo xiii y sobre todo del xiv, etimologizar de cualquier modo sobre su nombre y fantasear sobre las causas del destierro. Arnulfo obtiene información para su vida Ovidii a través de las propias obras del autor, especialmente Fasti y Tristia. El canon establecido por él incluye, en orden cronológico: Heroidas, Amores, Ars amatoria, Remedia amoris, Metamorphoseis, Fasti, Tristia (escrito en parte mientras viajaba en parte en el exilio), Epistulae ex Ponto e Ibis (escrito durante el período de confinamiento). Más interesante es la segunda parte del accessus, donde Arnulfo, habiendo aclarado el sentido y el porqué del título helenizante del poema, se ocupa de los diversos tipos de transformación, distinguiendo tres: la natural, que se produce cuando la materia es transformada por disolución; la mágica, cuando el cuerpo cambia pero el espíritu permanece inmutable (Licaone, Io); y la espiritual, cuando el espíritu cambia pero el cuerpo permanece inalterado (Agave, Autonoe). Se aclara entonces la intentio de la obra, que no consiste solo en describir la transmutación de las formas corporales, sino también las del espíritu. Ovidio nos muestra, a través de sus fábulas, la transformación irracional del alma en el error y la posible recuperación de su forma anterior con el abandono de los vicios: Arnulfo atribuye así a la ética la filosofía subyacente del poema. 
Arnulfo no se desvía mucho del modo de proceder que se encuentra en las glosas a Fasti: aclaraciones de las alusiones y construcciones menos evidentes, sin cita de autores, sin paráfrasis expositiva y escaso aparato doctrinario. En el estado en que nos han llegado, no son más que una serie suelta de glosulae interlineales escritas una tras otra. Muy poco queda de esa parte más viva y personal, que no debió de faltar en las lecciones del maestro. El material sobreviviente revela una interpretación siempre cercana al texto, clara y sensata; en algunos lugares se yuxtaponen al texto variantes de lecciones; escaso conocimiento de la toponimia antigua pero conocimiento geográfico respetable. En cuanto a su preparación sobre mitos y constelaciones, debió formarse principalmente a través de Servio Mario Onorato y los Mitógrafos Vaticanos. El mismo códice que transmite el comentario a las Metamorfosis presenta al final las Allegoriae, que Arnulfo compuso reinterpretando el poema y que obtuvieron un éxito extraordinario, dadas las continuas citas y transcripciones que se han hecho. A través de ellos Arnulfo propone una justificación ética del mito con la religión.

### Glosulae super Lucanum
El comentario de Arnulfo a la Farsalia de Lucano no aparece como una mera colección de glosas, sino como una obra continua, coherente y original, caracterizada por un marcado platonismo, perceptible sobre todo en las frecuentes referencias a Platón, y a Timeo en particular.

## Obras de dudosa atribución

### Heroidas,Tristia,Epistulae ex PontoyCommentum ad Horatium
Arnolfo también podría haber comentado sobre Heroidas, Tristia pero, con nuestro conocimiento actual, no tenemos elementos para poder afirmarlo con certeza. También pudo haber preparado un Commentum ad Horatium y un comentario sobre las Epistulae ex Ponto. 

### LidiayMiles gloriosus
Una o ambas de estas obras elegíacas también se han atribuido, con o sin razón, a Arnulfo de Orleans.

## La atribución deLidia
Fundamentales para la atribución de Lidia son los vv. 7-30 del prólogo en el que el autor, tras una comparación entre Lidia y Geta de Vital di Blois, para subrayar la pertenencia del poema a lo que ya es un género literario, rebate las acusaciones de plagio de un desconocido adversario. Para responder a las críticas utiliza una metáfora (vv. 17-18: «Negat hic cornicula risum: / qui nitet his plumis, est meus ille color») que ha sido interpretada como un contraataque en rima, es decir, con las mismas imágenes, utilizado por Mateo de Vendôme en su Ars versificatoria precisamente para culpar a otros, a saber, Arnulfo d'Orléans, comparado con un cuervo, de apoderarse de uno de sus poemas como modelo para adornar sus obras. Para decir esto, había tomado un pasaje de Horacio (epist. I 3, 18-20) donde el poeta exhorta a Celso a componer piezas originales: «ne, si forte suas repetitum venerit olim / grex avium plumas, moveat cornicula risum / furtivis nudata coloribus». El pasaje citado del prólogo de Lidia sería, por tanto, una respuesta a estas difamaciones. Sin embargo, esta pista no ha convencido a todos los estudiosos, ya que la comparación entre plagiario y cuervo no era un rasgo exclusivo del entorno de Mateo y Arnulfo (en la antigüedad tardía la vemos empleada, por ejemplo, por Rufino contra Jerónimo). Hay un segundo elemento que contrapone polémicamente el prólogo de Lidia a Mateo de Vendôme: se reivindica la ratio como una cualidad individual que puede adquirirse mediante el estudio y el esfuerzo, y no necesariamente innata (prólogo vv. 21-30). El tono irritado que se desprende del pasaje: «Invide, si nescis, ratio non omnis in uno», con lo que sigue, podría ser una réplica más a Mateo, que también había retomado la comparación con el cuervo en otro pasaje, aunque ambos en diferentes términos, contra el rival. Un pasaje en el que lo acusaba, además, de ser rationis inops, según la opinión de que consideraba imposible adquirir la ratio si no se poseía como don de la naturaleza. La convergencia de estos elementos no parece conferir plena certeza a la atribución, pero sí en todo caso un grado suficiente de probabilidad.

### La atribución deMilesyLidiaal mismo autor
Miles gloriosus y Lidia se han transmitido de forma anónima y los estudiosos siempre los han considerado vinculados entre sí; esto se debe a que el verso inicial del argumentum de la Lidia, «postquam prima equitis ludentis tempora risit», se ha considerado como una referencia al protagonista de Miles gloriosus, al que le encaja a la perfección el calificativo de eques ludens. Sin embargo, no todos están de acuerdo sobre la validez de este vínculo: Cecchini observa que el texto del verso en cuestión, editado según el manuscrito vienés, no es seguro; al contrario, dada la sospechosa presencia de la elisión entre prima y equitis, poco conforme con la regla del autor, parece muy improbable. Hay muchos paralelismos entre Lidia y Miles gloriosus: igual número de pruebas a las que enfrentarse ante la posibilidad de culminar el amor ilícito a expensas de su marido; similar sucesión de hechos, donde, una vez superada la tercera prueba, la cuarta, bastante diferente en estructura y complejidad, se desarrolla en un jardín; en ambos textos hay una mujer de voluntad fuerte que propone una relación adúltera, incapaz de resistirse a la pasión; presencia del amante, en ambos casos caballeroso, colaborador, pero casi pasivo; el marido engañado, hacia quien el narrador nunca muestra solidaridad; también es posible reunir alguna evidencia formal, a pesar de que las obras son muy diferentes desde el punto de vista estilístico. Pero también hay características que los distinguen: la condena moralista de la esposa adúltera se expresa sólo en Lidia, mientras que en Miles no hay observaciones explícitas al respecto. Miles se centra en la acción y la intriga y no se gastan palabras para caracterizar a los personajes (cuyos nombres incluso se ocultan) o para las percepciones psicológicas; en Lidia, sin embargo, las vicisitudes de la historia se ligan al carácter de cada personaje, analizado a través de la descripción de su reacción, su presencia física y sus comentarios sobre lo que está pasando. 
Miles gloriosus, al situar a los personajes íntegramente en los acontecimientos, en los que casi parecen intervenir por mero instinto, podría adscribirse al género fabliaux; Lidia, en cambio, al concentrarse en sus cualidades morales y pensamientos, no solo revela sugerencias de la poesía de Virgilio y Ovidio, sino también de héroes y heroínas de novelas cortesanas de ciclo bretón y clásico. El autor de Miles muestra un notable dominio de los medios expresivos, manifiesto en el léxico más bien refinado y en la creación de un ornatus  concebido como un simple artificio superpuesto a un material que el autor parece adoptar sin motivación aparente. Orlandi intenta arrojar luz sobre el asunto, comparando los dos textos poéticos a partir de la técnica de la versificación. La investigación no resuelve definitivamente la cuestión pero demuestra cómo la hipótesis de un solo autor para las dos comedias es problemática, ya que ciertas características más «anticuadas» de Miles gloriosus, como por ejemplo la escasa propensión a los versos con dos espondeos en la primera mitad, no son compartidas por Lidia, que debería ser una obra cronológicamente posterior. Para concluir, ciertamente Mateo de Vendôme no habría tenido nada que objetar al estilo y al ornatus de Miles gloriosus, mientras que habría tenido algo que decir de los de Lidia. Como también subraya Cecchini: el autor «casi se podría pensar que creció en la escuela de Matteo di Vendôme». Aun suponiendo, subraya Orlandi, que ambas comedias proceden de la misma pluma y que fueron compuestas a gran distancia entre sí, no sería posible explicar los resultados contradictorios que derivarían de esta hipótesis: por un lado, si Miles hubiera sido escrito antes por un autor capaz de tanta soltura en la versificación, la lingüística y la retórica, es difícil imaginar que su estilo y léxico se hubieran vuelto más toscos a la hora de componer Lidia; por otra parte, es difícil pensar que, si Lidia hubiera sido escrita antes, un producto original y complejo, el autor haya producido entonces una obra como Miles, que cuenta una historia mucho más sencilla. Ni siquiera entendemos cómo, después de haber basado una comedia en el estudio psicológico de los personajes, el mismo autor hubiese podido luego escribir una programáticamente construida sobre personajes genéricos. Los argumentos, por lo tanto, sugieren atribuir solo Lidia a Arnulfo de Orleans: de las dos, ella es la única que muestra alguna relación con las invectivas de Mateo de Vendome. En cuanto a la cuestión de cuál de los dos textos es la fuente del otro, lo más probable es que sea Lidia la que haya sido considerada para Miles, y no al revés.